# Gestreepte bladsnuitkever
De gestreepte bladsnuitkever (Phyllobius pyri) is een keversoort uit de familie snuitkevers (Curculionidae). 

## Beschrijving
De gestreepte bladsnuitkever is een gedrongen snuitkever van vijf tot zeven millimeter lang. Het zwart tot bruine exoskelet is bedekt met glanzende smalle schubben, die in kleur variëren van grijs tot goud of koper. Deze schubben kunnen makkelijk worden verwijderd, waardoor beschadigde exemplaren aanzienlijk donkerder zijn.  De dekschilden (elytra) zijn relatief breed en hebben een geribbeld uiterlijk. De antennes en poten zijn meestal roodbruin, maar soms geheel zwart. De uiteinden van de antennes zijn altijd donker gekleurd.

### Onderscheid met andere soorten
De gestreepte bladsnuitkever lijkt sterk op veel andere soorten uit het geslacht Phyllobius. Hij onderscheidt zich door een bladvormige tand op het scheenbeen. Ook houdt de gestreepte bladsnuitkever zich meer op in bomen dan de overige soorten, die een voorkeur hebben voor lagere kruidachtige vegetatie.

## Verspreiding en leefwijze
De gestreepte bladsnuitkever komt wijdverspreid in het Palearctisch gebied voor, inclusief het grootste deel van Europa. Hij leeft in kleine bossen, bosranden, boomgaarden en tuinen. Waardplanten zijn allerlei loofbomen, met name fruitbomen (vooral perenbomen), eiken en beuken. Volwassen kevers zijn het actiefst in mei en juni. Zij voeden zich met bladeren van de waardplant.